# Alternativa Democrática (Chile)
Alternativa Democrática fue una coalición política chilena que agrupaba a tres partidos. Fue anunciada en mayo de 2016 y presentada oficialmente el 15 del mismo mes. Estuvo compuesta por los partidos Liberal, Humanista y Movimiento Independiente Regionalista Agrario y Social.

## Historia
El Partido Liberal inicialmente tenía planificado repetir su alianza con el Partido Progresista (la cual ocurrió en las elecciones parlamentarias de 2013 bajo el nombre Si tú quieres, Chile cambia), sin embargo la descartó debido a la situación judicial del líder del PRO, Marco Enríquez-Ominami.
La coalición tenía la intención de presentar candidaturas a alcalde y concejales en las elecciones municipales de 2016. Inscribió oficialmente el pacto ante el Servicio Electoral el 22 de julio de 2016.
Inicialmente estaba conformada por seis partidos, luego de la incorporación de Poder en junio de 2016. Sin embargo, al momento de oficializar las candidaturas a alcaldes y concejales, Somos Aysén y los partidos Ecologista Verde y Poder se retiraron del pacto y presentaron listas separadas; en el caso de los dos últimas agrupaciones, éstas se presentaron bajo la lista Poder Ecologista y Ciudadano, mientras que Somos Aysén compitió en solitario. En el sorteo realizado el 28 de julio para definir la ubicación de las listas en las papeletas de votación obtuvo la letra P.
En las elecciones municipales de ese año el pacto logró alcanzar una alcaldía en la comuna de Arica, ganando el militante del Partido Liberal, Gerardo Espíndola Rojas. Además lograron el triunfo de 29 candidatos para asumir como concejales en el país.
Tras la realización de las elecciones municipales de 2016, la coalición fue disuelta de facto: los partidos Liberal y Humanista —además de Convergencia de Izquierdas— pasaron a formar parte del Frente Amplio, mientras que el Movimiento Independiente Regionalista Agrario y Social se fusionó con otros partidos regionales para crear la Federación Regionalista Verde Social.

## Composición
Estaba conformada por tres partidos. Los líderes de los partidos que conformaban la coalición fueron:
| Partido                                                | Presidente          |
| ------------------------------------------------------ | ------------------- |
| Partido Liberal                                        | Vlado Mirosevic     |
| Partido Humanista                                      | Octavio González    |
| Movimiento Independiente Regionalista Agrario y Social | Alejandra Sepúlveda |

A esta coalición también se sumó el movimiento Convergencia de Izquierdas.

## Resultados electorales

### Elecciones municipales
|  | 0,83 % |

|  | 2,39 % |